# Джордже Джокович
Джордже Джокович (на сръбски: Ђорђе Ђоковић или Đorđe Đoković) е сръбски бивш тенисист и турнирен директор на Откритото първенство на Сърбия. Той е най-малкият син на Дияна и Сърджан Джокович, брат на Новак и Марко Джокович.

## Кариера
Най-високото професионално постижение на Джордже Джоковиче достигането му до четвъртфиналите на двойки на Откритото първенство в Китай през 2015 г.

## Личен живот
На 12 септември 2022 г. Джордже се жени за Сашка Веселинов, племенница на Драган Веселинов, бивш сръбски министър на земеделието.